# HD 57917
HD 57917，又名CD-51 2445，SAO 235116、HR 2815，是一颗恒星，视星等为5.39，位于銀經263.37，銀緯-16.87，其B1900.0坐标为赤經7h 18m 12.4s，赤緯-51° -16.87′ 48″。